# SV Kaiserwald Riga
SV Kaiserwald Riga was een Letse voetbalclub uit de hoofdstad Riga.

## Geschiedenis
De club werd in 1909 opgericht door de Duitse gemeenschap en is na British Football Club en Union Riga de oudste club van Letland. Een jaar later was Kaiserwald medeoprichter van de eerste voetbalbond in Letland, de Riga Voetbalbond. Het jeugdelftal won in 1910 een van de eerste voetbaltoernooien van Letland. Tot 1914 speelde Kaiserwald in de stadsliga van Riga en werd drie keer tweede. In 1912 was Kaiserwald de eerste Letse club die een internationale wedstrijd mocht spelen, tegen het Olympische team van Finland. Kaiserwald kreeg een veeg uit de pan en verloor met 1-9.
Door de Eerste Wereldoorlog lag het voetbal in Letland enkele jaren stil en kwam pas rond 1920 terug op gang. Letland was inmiddels onafhankelijk geworden van het Russische Keizerrijk en kreeg nu een eigen nationale competitie. Het eerste kampioenschap in 1921 werd stopgezet vanwege de strenge winter, Kaiserwald was toen leider. In 1922 werd Kaiserwald landskampioen, al namen enkel clubs uit Riga deel. In 1923 moest de winnaar van Riga nog tegen een regionale kampioen spelen voor de titel. Kaiserwald werd met één punt voorsprong op RFK groepswinnaar en versloeg in de finale LNJS Liepaja met 4-0.
In 1924 trok de club zich na twee wedstrijden terug uit de competitie omdat de Letse voetbalbond besloten had dat er enkel Letse burgers mochten meespelen in de competitie en bij Kaiserwald speelden naast Duitsers ook nog Polen, Nederlanders en Britten.
Een jaar later keerde de club terug, maar was verzwakt en werd vijfde op zes clubs. Omdat er een gebrek was aan jeugdspelers om de veteranen te vervangen hield de club op te bestaan in 1926.
Begin jaren dertig werd de club heropgericht, maar kon niet meer tippen aan de glorie van weleer. In 1932 promoveerde de club naar de stadsliga van Riga en in 1934 werd de club voor de tweede maal ontbonden.

## Erelijst
Landskampioen
1922, 1923